# 緑島郷

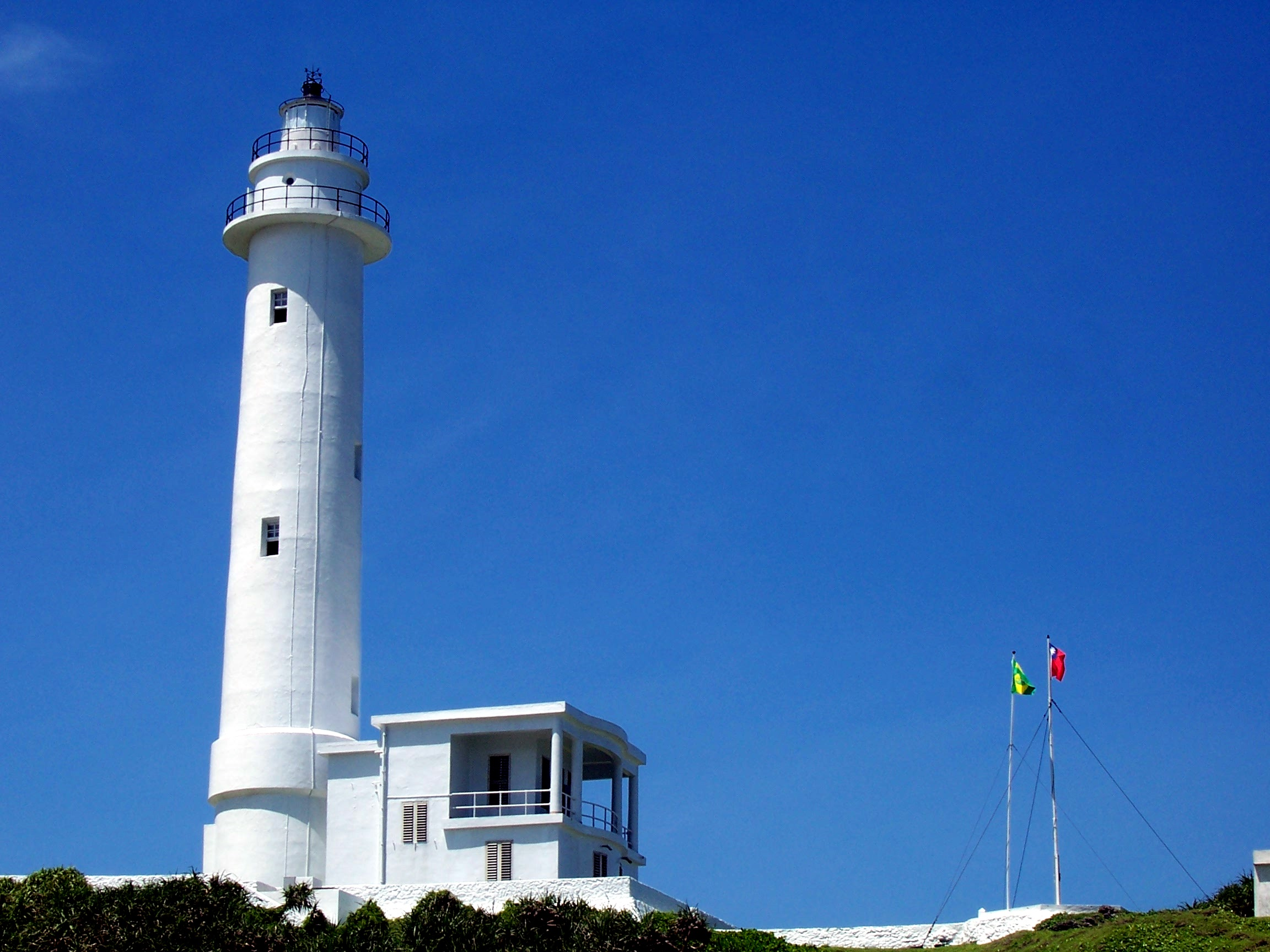
緑島灯台

柚子湖集落遺跡

緑島郷（リューダオ/りょくとう-きょう）は、太平洋に浮かぶ島嶼により構成され、台湾台東県に属する郷である。
台東県緑島郷に属する緑島は、安山岩で形成された火山島であり、かつては「火焼島」と呼ばれていた。1987年まで政治犯収容所があったことでも知られる。珊瑚礁に囲まれた島であり、夏季台湾を代表する観光地の一つである。

## 地理
緑島は太平洋に浮かぶ四角形の形状をした火山島であり、全島の60%が丘陵地帯または山地で構成されている。最高点は火焼山（標高281m）であり、阿眉山（276m）と並び島の中央部に位置している。 自然は台湾の典型的な熱帯雨林と珊瑚礁により構成され、ユーラシア大陸と南洋群島の生物区系が交差する地点であり、独特の生態系が構成されている。

## 歴史
緑島に漢人が移住する以前、約2000年前の新石器時代末期には既に人が住んでいたことが確認されている。島内の遺跡からは大量の石器、石網墜、陶片、石斧などが出土し、同時の生活をうかがい知ることが出来る。日本の人類学者鹿野忠雄によれば先史時代から（つまり文字で歴史が記録されるよりも前の時代から）緑島の住民と台湾東海岸のアミ族、プユマ族、クバラン族、ケタガラン族とは密接な交流があったとされる。遺物と各族の文物、そして各族の伝承を総合し、火焼島の北部は加走湾（現在の長浜郷）、南部は阿塱衛（現在の大武郷）から、晴天時には眺望することが可能であり、阿美族、卑南族と火焼島には交流があり、一部は火焼島に移住したと考えられ、また台湾北部に居住する噶瑪蘭族，凱達格蘭族にも火焼島より祖先が移住したとの伝承が残っていることを明らかにしている。考古学の専門家である国立台湾大学の宋文薰は、緑島の対岸に居住している台東地区の卑南族自身には緑島との関連を示す伝承は残っていないが、一部の部族は緑島と関係する祭祀を継承していると述べている。
緑島の有史以前の遺跡としては柚仔湖、呂麻蛟、大白沙、南寮などの地で確認されている。発掘調査により石器、貝器、陶器及び人骨が発掘されている。特に柚仔湖遺跡は遺物が豊富であり、最も詳細に調査が行われた。宋文薰は『琉球与緑島的史前文化』の結びの中で、有史以前の緑島はフィリピンから台湾東海岸に移住する諸民族の移動の中継地点であったと述べている。
漢人の入植は、史料によれば清代乾隆年間から嘉慶初にかけ、小琉球の住民が木材伐採或いは漁業を目的に屏東県と緑島間を行き来していた。1803年には陳必先が族人30余人を率いて緑島に入植し、漢人が緑島に移住した最初の記録となっている。その後は漢人の入植が続き、公館より西方に開発し楠仔湖、柚仔湖、大湖を、南方に向かって開発し柴口、中寮、南寮などの集落が次第に形成されていった。道光年間には草山埔、海参坪、亀湾などの開発も行なわれ、全島にわたって開発が行なわれた。 
台湾文化史によると、喜慶年間に漁にでた小琉球峡の曾勝開他30名が漂流し、久しく無人であった火焼島に到着、ここを仮宿に定め、親戚縁者を小琉球より呼び寄せ集落を形成したとされる。
日本統治時代には、一般に適用されていた台湾窮民救助規則があったが、仕事や住居が定まらない流入民等に戒告し、行状を改めない場合は強制定住地又は浮浪者収容所での労役が課されるとした「台湾浮浪者取締規則」が台湾総督府より公布された。1912年8月に台湾で2つ目となる就役地として火焼島に「台東火焼島浮浪者収容所」が設置されたが、1920年に行政の取締が立地的に行き届かないとの事由で廃止となり、同年10月1日に行政事務を取り扱う役場が台東庁火焼島区南寮に設置された。この間の1914年5月5日に台東郵便局「火焼島郵便派出所」が設置され、島ではじめての郵便事業が開始された。また、1931年7月から火焼島漁業組合の漁業無線局が運営開始され、火焼島灯台が1939年7月に点灯開始したことなどから、漁船等を含む海上交通の利便性が向上した。
元来は「火焼島」と称されていたが、1949年5月21日に「緑島」と改称された。
台湾光復後、中華民国政府により台湾省戒厳令が敷かれ、白色テロといわれたほどの恐怖政治の下、緑島には政治犯収容を目的とした教育施設と監獄が置かれ、一般市民の渡航は制限された。
設置された２つの施設のうちひとつは、思想改造及び労働更生を目的とした「新生訓導処」で1951年から1965年まで設置されていた。このときの女性収容者の状況をテーマにした映画として、『流麻溝十五号』がある。また、最盛期に収容人数が2000人に上ったとも言われる監獄「緑州山荘国防部緑島感訓監獄」（通称は緑洲山荘）は、1972年から1987年まで設置された。
1980年に戒厳令が解除されると、台湾でのレジャーブームにより緑島への観光客が増加しつつあり、観光業を中心とした発展を見て現在に至っている。新生訓導処と緑州山荘国防部緑島感訓監獄を含む区域が緑島人権文化園区に整備され、2003年に「人権記念公園」が設置されている。
台湾や中国では「緑島小夜曲」という曲でも知られている。

## 行政区
| 村                     |
| ---------------------- |
| 公館村、南寮村、中寮村 |

## 歴代郷長
| 代 | 氏名 | 任期 |
| -- | ---- | ---- |

## 教育

### 国民中学
- 台東県立緑島国民中学

### 国民小学
- 台東県立緑島国民小学
- 台東県立公館国民小学

## 交通
| 種別 | 路線名称 | 名称     |
| ---- | -------- | -------- |
| 港湾 | 旅客     | 南寮漁港 |
| 空港 | 国内線   | 緑島空港 |

緑島は飛行機で緑島空港に来て訪れることができる。台東市の台東空港からの所要時間は15分である。また250人以上が乗れるフェリーを使って南寮漁港に来て上陸することもできる。台東市の富岡漁港からの所要時間は約50分である。

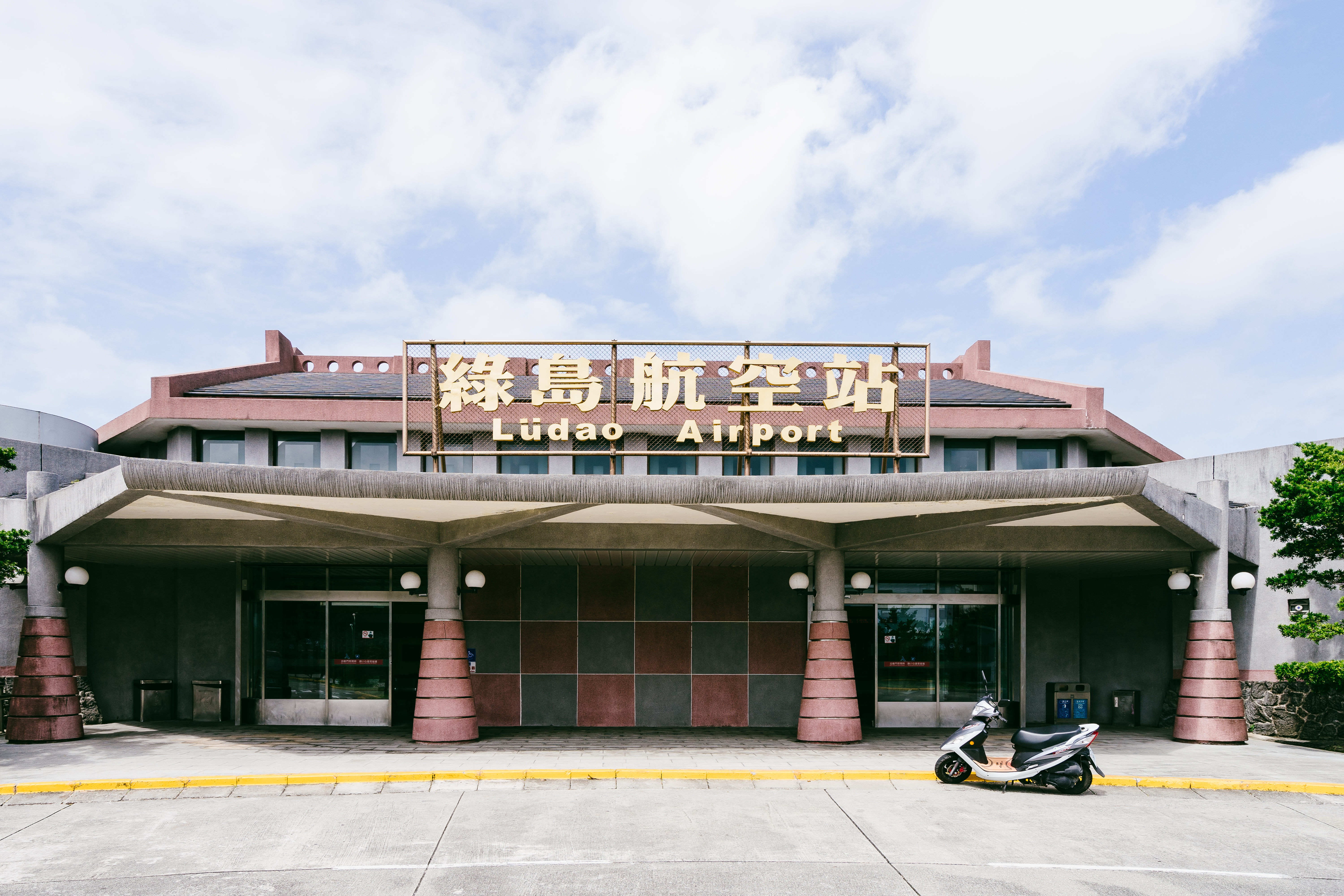
緑島空港のターミナル
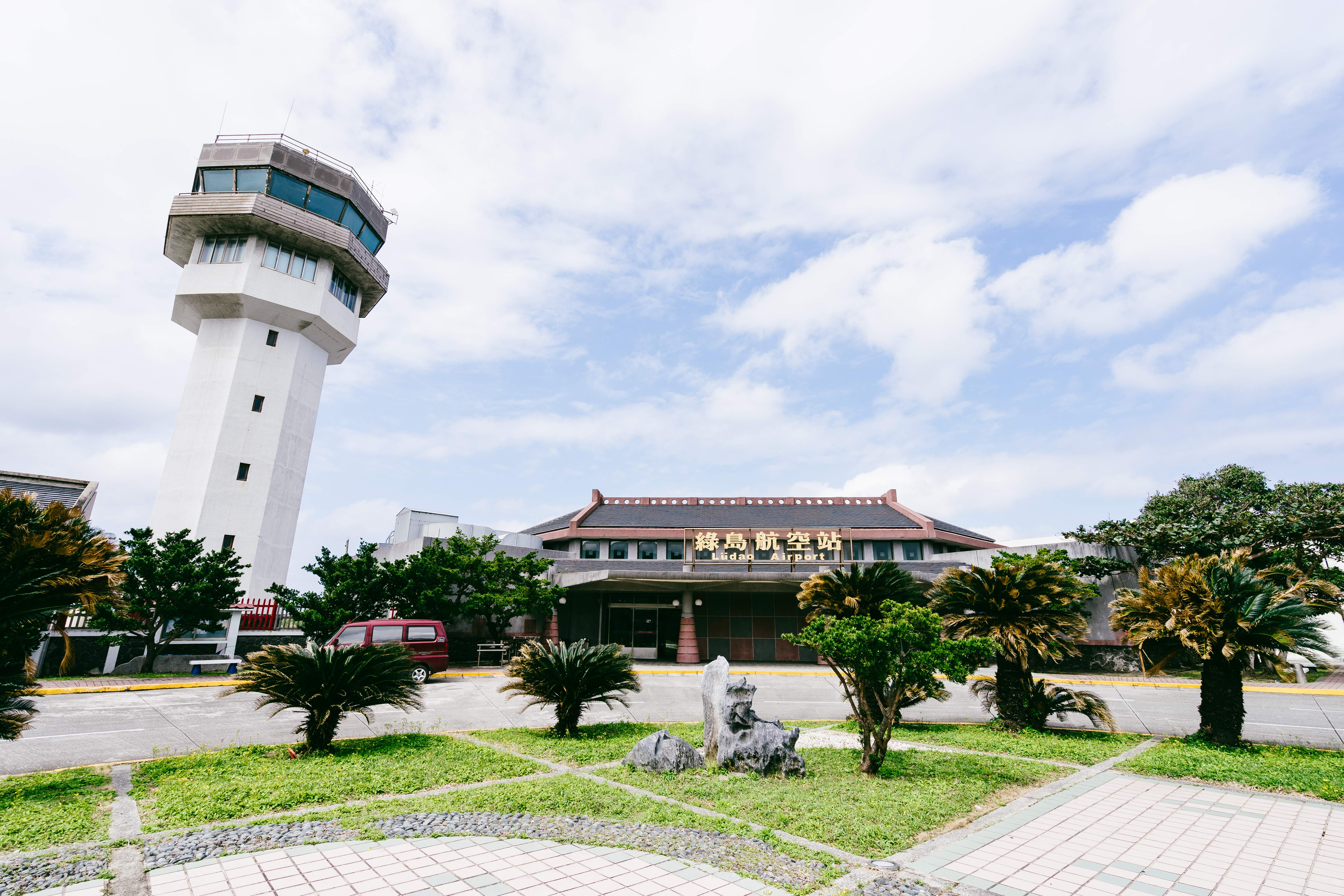
緑島空港の管制塔とターミナル

## 観光
- 朝日温泉
- 観音洞
- 海参坪
- 小長城
- 緑島灯台（中国語版）

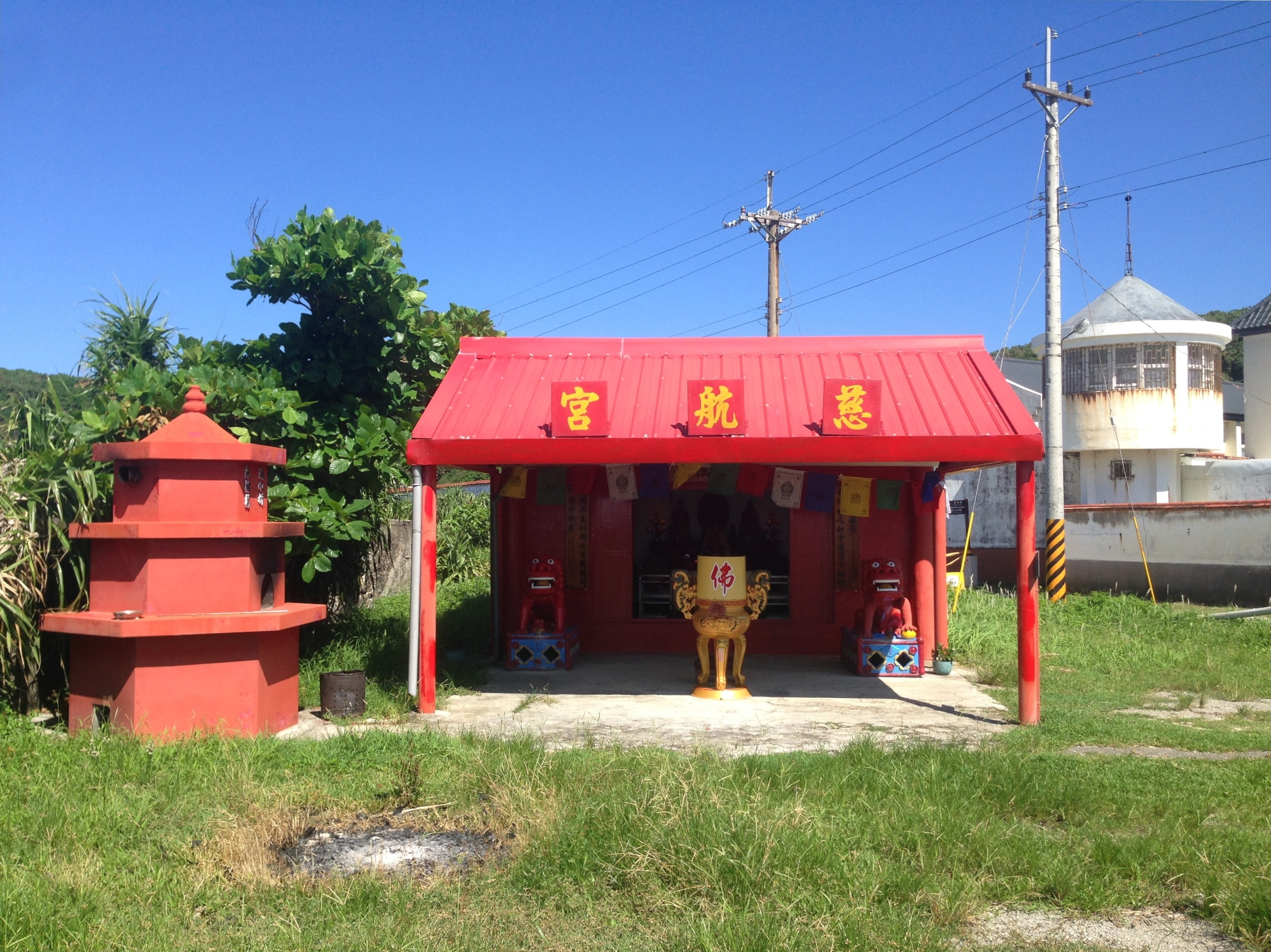
緑島慈航宮

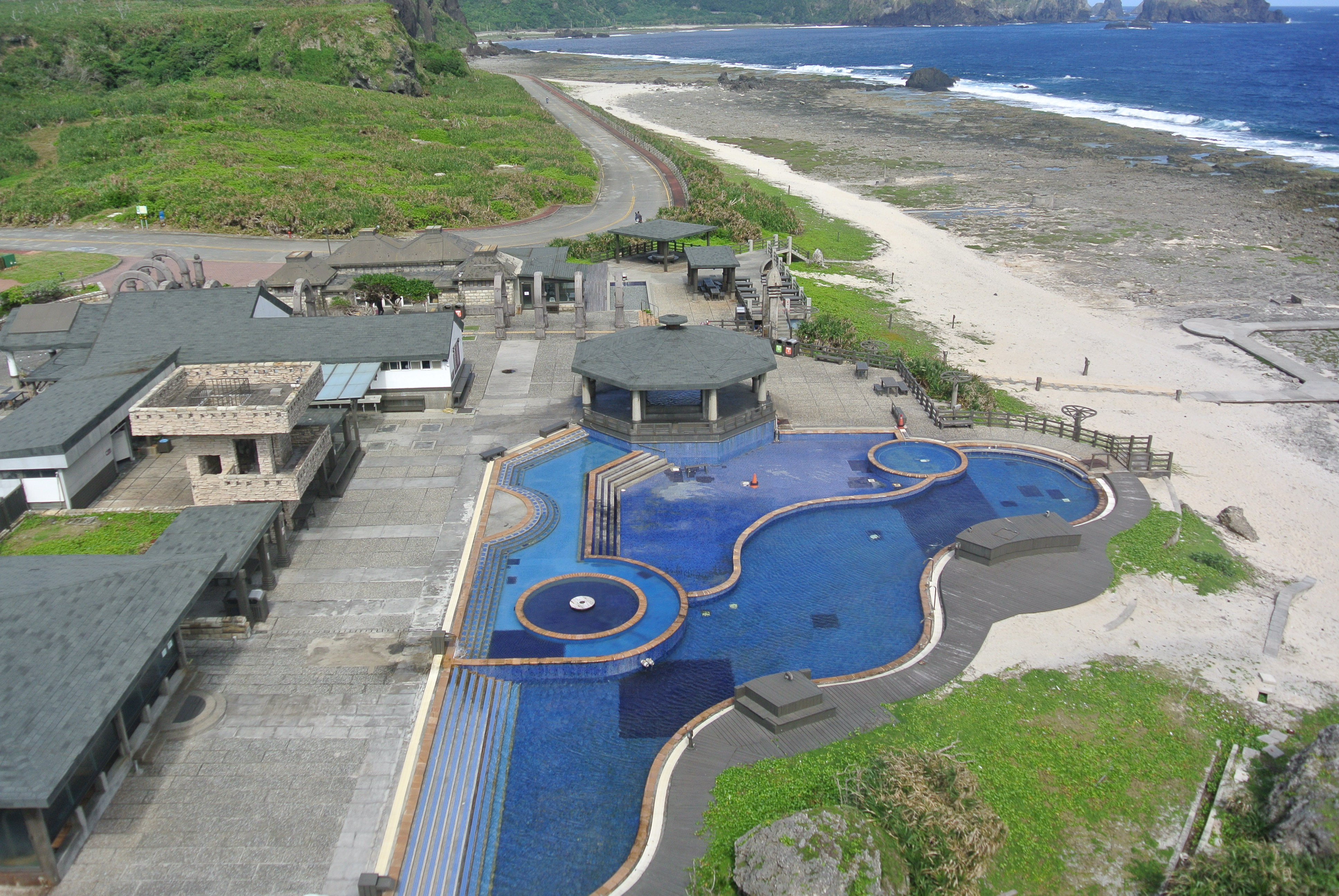
朝日温泉

- 白色恐怖緑島紀念園区 - 国防部緑島感訓監獄跡
- 緑洲山荘